# Renato Ruggiero
Renato Ruggiero est un homme politique italien né à Naples le 9 avril 1930, et mort à Milan le 4 août 2013 .
Il est directeur général de l'OMC (Organisation mondiale du commerce) de 1995 à 1999. Il est également ministre des Affaires étrangères en 2001, sous le gouvernement Berlusconi.

## Biographie
Né à Naples le 9 avril 1930, Ruggiero est diplômé en droit de l'université de Naples en 1953. Il a occupé des postes comme secrétaire au Commerce, et dans de nombreuses entreprises privées telles que Fiat et l'entreprise énergétique ENI. Ruggiero est entré dans le service diplomatique à la suite de ses études de droit. Après une brillante carrière, il est devenu un haut diplomate gérant les situations difficiles dans les années 1980 comme la crise de Sigonella. Il est célèbre pour ses talents de négociateur coriace, ce qui lui a valu le surnom de Ruggiero "Rocky". Au moment de sa mort en 2013, Ruggiero est un ambassadeur et il travaille pour Citigroup.
Il est membre du comité directeur du groupe Bilderberg.

## Distinctions
- Chevalier grand-croix de l'ordre du Mérite de la République italienne (Italie), le 3 octobre 1985
- Chevalier grand-croix de l'ordre sacré et militaire constantinien de Saint-Georges (Italie)
- Chevalier commandeur de l'ordre de Saint-Michel et Saint-Georges (Royaume-Uni)
- Grand cordon de l'ordre du Trésor sacré (Japon)
- Chevalier grand-croix de l'ordre de Saint-Grégoire-le-Grand (Vatican)